# Шкуро Юрій Володимирович
Юрій Володимирович Шкуро (нар. 20 червня 1982, м. Херсон) — український шахіст, гросмейстер (від 2009), тренер, Президент Херсонської обласної шахової федерації.

## Біографія
Юрій Шкуро народився 20 червня 1982 у м. Херсон.
Під час півфіналу Чемпіонату України із шахів 2006 року він зайняв 3-8 місце.
Станом на 1 листопада 2015 року маючи 2792 очки посідав у бліцрейтингу ФІДЕ 13-е місце у світі й 2-е в Україні (після Василя Іванчука). У листопаді 2016 р. номінально мав 7-й найвищий рейтинг у світі (2814) . Цього він досяг, граючи у шахи винятково у Херсонській області, частково у турнірах, організатором яких він був.
Щонайменше з 2015 року Юрій Шкуро обіймає посаду Президента Херсонської обласної шахової федерації
У 2020 році міжнародна шахова федерація розпочала розслідування щодо Юрія Шкуро та іншого українського шахіста Ігоря Кобилянського, які потрапили до десятки кращих гравців світу з рейтингом у бліці та рапіді.
Був представником комісії Федерації шахів України зі зв'язків із державними та громадськими організаціями, директор і старший тренер шахових онлайн-шкіл «Chess1.ru» та «Chessclass.ru».
Станом на 2025 рік є старшим тренером онлайн школи «ШУП» («Шахи.Вчимо перемагати»).

## Родина
Юрій Шкуро має сина Михайла (2010 р.н), який займається шахами.

## Зміни рейтингу
| На цьому місці має відображатися графік чи діаграма, однак з технічних причин його відображення наразі вимкнено. Будь ласка, не видаляйте код, який викликає це повідомлення. Розробники вже працюють для того, щоби відновити штатне функціонування цього графіка або діаграми. | |
| | На цьому місці має відображатися графік чи діаграма, однак з технічних причин його відображення наразі вимкнено. Будь ласка, не видаляйте код, який викликає це повідомлення. Розробники вже працюють для того, щоби відновити штатне функціонування цього графіка або діаграми. |